# イスカンダル (宇宙戦艦ヤマト)
イスカンダル（英語：Iscandar）は、アニメ「宇宙戦艦ヤマトシリーズ」に登場する架空の惑星。および、同惑星に栄えた文明や国家。
名前は、SF設定の豊田有恒が、インド語の「アレキサンダー大王」から名づけたと語っている。

## 劇中での描写
西暦2199年、ガミラスの攻撃により滅亡の淵に立たされた地球人類に、イスカンダルのスターシャは波動エンジンの技術を提供し、放射能除去装置コスモクリーナーDを取りに来るようにメッセージを伝える。このメッセージを受け、沖田十三率いる宇宙戦艦ヤマトはイスカンダルへと旅立つ。

## 惑星の特徴
地球から14万8千光年離れた大マゼラン星雲サンザー太陽系の第8番惑星で、軌道半径は約3億km、直径は1万6,600km。宇宙空間からの外観は非常に美しく、大気組成や動植物などの生態系は地球と酷似している地球型惑星である。なお、地表面の大半が海で覆われており、陸地はごくわずかである。
しかし、その外見とは裏腹にガミラス本星同様、死期が（数万年後に）迫った年老いた惑星である。既に惑星全体が極めて不安定な状態にあり、陸地が極めて少ない地形も地殻変動によって大陸のほとんどが海に没した結果である（それとは正反対に、既に惑星内部の（核やマントルの）活動が停止しており（つまり極めて安定的）、大陸プレートの移動や造山活動や土地隆起が起こらなくなり、新たな陸地が作られなくなったために長い年月の風化浸食作用で陸地が削られて海面下に没した、という意味の説明が小説版でなされたこともある）。
ガミラス本星とは二重惑星（二連星）である。イスカンダル特有の「イスカンダリウム」という資源（放射性物質）を豊富に埋蔵している。

## イスカンダルの歴史
イスカンダルは、かつてガミラス帝国以上の科学力を誇っていたが、種族としてすでに滅亡しており、王族の末裔であるスターシャとサーシャの姉妹のみが暮らしていた。絶大な科学力を誇っていた名残として、波動エンジン、コスモクリーナーDなどの設計図があるが、文明が滅んでいるイスカンダルではそれらを製造及び組み立てる技術力はすでに失われていた。そのサーシャも地球への使者行で命を落とし、ヤマトがイスカンダルに到着したとき出迎えたのは、スターシャただ一人であった。
二重惑星であるガミラスからの侵略を逃れていたことに関して、劇場版『宇宙戦艦ヤマト』のスターシャ死亡編では、スターシャが古代達にコスモクリーナーDについて「これは、あの二重惑星ガミラスの凶悪なデスラーさえも、このイスカンダルに手が出せなかったほどの素晴らしい物です（原文ママ）」と説明しており、コスモクリーナーDの抑止力によるものと理由付けがされている。
惑星そのものの死期が迫っているが、侵略という形で生存の道を模索したガミラスとは異なり、星と運命を共にする道を選択しており、沖田の「地球に来ないか」との申し出も拒否している。
暗黒星団帝国が襲来した際、ガミラス星が爆散した影響で、ガミラス星との引力のバランスが失われたために、惑星軌道を外れて宇宙を漂流しはじめ、そしてついにスターシャによって惑星そのものが自爆し、惑星、種族として完全に滅亡するが、イスカンダル人のスターシャと地球人の古代守とのハーフである娘のサーシャ（真田澪）が生き残る（しかし、そのサーシャも若くしてこの世を去った）。
藤川桂介作、ひおあきら画の漫画版では、ガミラスの攻撃を受けて滅亡寸前という設定。スターシャが生き残ったのは最後の切り札である惑星破壊装置があったためだった。ヤマトにコスモクリーナーの設計図を渡した後に装置を作動させ、ガミラスを道連れにイスカンダルは自爆して消滅する。
PlayStation用ソフトの『松本零士999 〜Story of Galaxy Express 999〜』では、消滅せずに登場している。

## イスカンダル人
イスカンダル人は幼少期の成長が非常に早く数年で成人する。成人後は極めて長命であるようである。イスカンダル人の男性は登場していないので不明だが、女性は金髪で非常に美しい。地球人類との混血児も生まれている。スターシャとサーシャのみが純粋なイスカンダル人であるが、スターシャと古代守との娘のサーシャ（真田澪）も強くイスカンダル人の特徴を受け継ぐ。
なお、テレビ版の初期設定では、遙か昔に大マゼラン星雲が銀河系の太陽系近傍を通過した際に、イスカンダル人が地球へ移住し、地球人類はその末裔とされていた。

## 主要人物一覧
- スターシャ - 女王
- サーシャ - 女王スターシャの妹
- 古代守
- 真田 澪 - スターシャと古代守の娘。古代進の姪。

## 兵器及および関連技術
- 波動エンジン
- コスモクリーナーD
- 水雷艇

## 豊田有恒原案、石津嵐小説版『宇宙戦艦ヤマト』での設定
豊田有恒原案、石津嵐版小説のイスカンダルは、アニメ版と大きく設定が異なっている。イスカンダル人はかつて高度に文明を発展させ、さらなる快適さを求め惑星イスカンダルに自律意志を持つネットワーク型コンピュータ「スターシア」を構築した。最初にスターシアに下されたプログラムは「自らを守れ」であり、この命令を守るためにデスラーという仮生命体を創造した。デスラーは星々に版図を求めたため、イスカンダル人達はスターシアを破壊し、デスラーを消滅させようとしたが、デスラーの手によりイスカンダル人は全滅してしまい、イスカンダルは、コンピュータ「スターシア」のみが在る星となった。スターシアは、「自らを守れ」という命題と「自らの創造者たるイスカンダル人を滅ぼした」という二律背反により機能停止に陥っていた。
イスカンダル星は汚い星として描かれており、反対にガミラス星は緑の星として描かれている。
イスカンダル宙域に千哩の波濤を超え到着した宇宙戦艦ヤマトの生存者（沖田艦長、古代進、森雪）はガミラス星をイスカンダル星と錯誤したが、ゴッドウィング号の古代守から汚い方の星と教えられる。
スターシアは、地球に派遣されたサーシアはイスカンダル人ではなく、デスラー同様にスターシアが創造した仮生命体（イメージライフ）であることを明かし、自ら（スターシア）のイメージライフを演じてみせ、反陽子爆弾で汚染された大地で生きるには生体改造が必要なことと、その方法を伝授すると共に、デスラーを滅ぼすにはスターシアを破壊するしかないことを示唆し、再び機能停止に陥る。
沖田十三と古代守（沖田の実子）は2人のみで、イスカンダル星に宇宙戦艦ヤマトで肉弾攻撃し、スターシアを破壊し、デスラーを消滅させた。古代進と森雪はゴッドウィング号で地球を目指す。

## 『SPACE BATTLESHIP ヤマト』での設定
西暦2199年、謎の敵ガミラスの攻撃で滅亡の危機に瀕した地球へ、イスカンダルからの通信カプセルが落下し、波動エンジンの設計図と自らの星イスカンダルへの正確な座標が記されていた。
実写映画版である『SPACE BATTLESHIP ヤマト』ではアニメ版と大きく設定が異なっており、人類に敵対するガミラスは地球人類より遥かに発達した文明を持つクリスタル状の意識集合体として描かれており、彼らは母星の寿命が近づいているという状況下、遊星爆弾で地球の環境を改造して移住しようとしている種族であり、イスカンダルはそのガミラスという一つの意識集合体の中で、母星と共に滅びることを選んだ側面である。つまりはガミラスとイスカンダルは同一のものであり、自ら「ガミラスとはコインの表と裏のようなもの」と語った。
本作でのガミラスは地球人に憑依して意識を操ることが可能で、イスカンダルも同様の能力を有している。ヤマトクルーがガミラス星に上陸した際に森雪と同化し、ガミラス/デスラーの地球侵攻の理由などを古代進らに伝えた。
また、通信カプセルには放射能除去装置を渡すというメッセージは無かったことが本作の後半で明らかにされており、アニメ版のような大型の機械は登場しない。しかし、イスカンダル自身が放射能の除去や空気中の成分を変えることが可能な能力を有しており、古代進が通信カプセルを回収した際に高濃度放射能に汚染された外気に触れたにもかかわらず、何の影響も見られないことから、艦長の沖田がカプセルの送り主には放射能を無力化する能力がある可能性を見込んだことが始まりである。
劇中、敵のガミラスという名称は地球側が呼称した名であり、自分達はデスラーと名乗った。それと同じく、イスカンダルも地球側が名付けたものとなっている。
アニメ版ではイスカンダル星はガミラス星の隣にあって二重惑星を構成しているが、本作ではガミラス侵攻前の地球のような部分と、ガミラス攻撃後の地球の赤茶けたような部分とが表裏一体になった惑星であり、パンフレットなどでは、前者がイスカンダル星、後者がガミラス星とされている。

## 『宇宙戦艦ヤマト2199』での設定
テレビ版のリメイク作品である『宇宙戦艦ヤマト2199』では、地球からの距離が168,000光年、コスモクリーナーDがコスモリバースシステムに変更されている。

### イスカンダル星 (2199)
サレザー恒星系第4惑星で、ガミラスとは双子星。表面の約80パーセントは海洋。「イスク・サン・アリア」という名称の王都があり、その中心にスターシャが住んでいる大宮殿「クリスタルパレス」が建っている。
旧作からの大きな変更点は特にないが、寿命に関しては本作では語られず、延々と続く無人の廃都の映像だけが長回しで流された。

### 歴史 (2199)
かつて波動エネルギーを用いた兵器（波動砲）によって大マゼラン銀河に一大帝国を築き上げた。しかしやがてその愚行を恥じ、その技術を封印するとともに、全宇宙のあまねく星々の救済を使命とする民族へと生まれ変わり、地球のみならず惑星ビーメラ4（旧作のビーメラ星）や他の星々にも使者を派遣していた。
ガミラスはそれを「イスカンダル主義」として掲げている。ガミラスとイスカンダルの大統合を夢見るデスラーはその使命をスターシャに代わって引き受けようとし、侵略と征服に自らの手を汚してでも統一支配による全宇宙の平和を実現しようと考え、星々へ、そして地球へと侵略の手を伸ばした。
かつてガミラスとは交流があり、回想シーンではデスラーがイスカンダルを訪れている描写もある。現在では人の行き来はなくなった模様だが、依然として両国の間にはホットラインが結ばれている。
ガミラス人からは「イスカンダルの方」、「高貴なるイスカンダル」と崇拝されている。
かつて発達した科学力で宇宙を支配しながら、その行いを恥じて支配を放棄するという点では、『宇宙戦艦ヤマトIII』に登場するシャルバートに近い設定となっている。

### イスカンダル人 (2199)
旧作同様、住民はほとんどおらず、ヤマト到着時点で2名のみとなっている。スターシャの世話はアンドロイドであるイスカンドロイドが行っている。スターシャはそんなイスカンダル星を「悲しすぎる」と評した。
なお、本作では旧作のスターシャとサーシャのほかにユリーシャという末妹がおり、サーシャに先立って地球へ派遣されている。

## 補足
アラビア語などでギリシア語の「アレクサンドロス」に対応する人名としてイスカンダル（ラテン語表記：Iskandar）があるが、宇宙戦艦ヤマトのイスカンダルのラテン文字綴りはIscandarである。これは、英語版『Star Blazers』で「Iscandar」と綴られたためである。
日本コロムビアから発売されている「交響組曲宇宙戦艦ヤマト」の曲名表記によれば、「イスカンダル」の綴りはISKANDALLとなっている。同様にスターシャの綴りはSTASHA、サーシャはSASHIAとなっている。